# Lustgarten
O Lustgarten ("Jardim das Delícias" em português) é um parque na Museumsinsel (Ilha dos Museus) no centro de Berlim, Alemanha, próximo ao sítio do antigo Berliner Stadtschloss (Palácio da Cidade de Berlim), ao qual pertencia originalmente. O Lustgarten, primitivamente um jardim particular, foi utilizado em várias épocas como campo de desfiles, local de comícios e parque público.